# HTML5
HTML 5 je programski jezik, ki definira lastnosti in obnašanje vsebine spletne strani z izvrševanjem prej narejenega vzorca.
HTML 5 je peta in trenutno vodilna verzija HTML-ja, ki zajema tudi XHTML. Trenutni standard, HTML Living Standard, je naredila skupnost WHATWG, ki jo sestavljajo med drugim tudi lastniki svetovnih brskalnikov (Apple, Google, Mozilla in Microsoft).
HTML 5 je bil prvič izdan in javno razpoložljiv 22. januarja 2008. Oktobra 2014 je dobil status korenitih sprememb in nadgradenj. Bil je tudi priporočen s strani W3C. Cilj HTML-ja 5 je bil spremeniti jezik in ga prilagoditi tako, da ga bodo podpirali vsi brskalniki in ostale novosti; ljudje, računalniki in brskalniki pa ga morajo enostavno prebrati tudi brez XHTML-jeve striktnosti. Še vedno pa ga morajo podpirati starejši brskalniki in programi. HTML 5 pa ne vključuje samo HTML-ja 4, marveč tudi XHTML 1 in HTML DOM 2. stopnje.
HTML 5 vključuje podrobne modele obdelave za spodbujanje bolj večoperatibilnih izvedb; razširja, izboljšuje in racionalizira "markup" (označevanje/jezik), ki je na voljo za dokumente, in uvaja označevalne in aplikacijske vmesnike (API) za kompleksne spletne aplikacije .  Iz istih razlogov je HTML 5 tudi kandidat za mobilne aplikacije, ki temeljijo na več platformah, saj vključuje funkcije, ki so zasnovane z mislijo na naprave z nizko porabo. 
Vključenih je veliko novosti. Da bi se lahko na spletnih straneh lažje dodalo multimedijo, je skupina WHATWG dodala tudi značke <video>, <audio>in <canvas>ter podporo za Scalable Vector Graphics (SVG) in matematične formule MathML. Da bi še bolj obogatili ostale dele spletne strani in njeno strukturo, so prišle na plan tudi značke <main>, <section>, article, <header>, <footer>, <aside>, <nav> in <figure>Vpeljani so tudi novi atributi, nekaj elementov in atributov pa je bilo odstranjenih. Nekaj značk, kot so npr. <a>, <cite> in <menu>, je bilo ponovno definiranih, standardiziranih ali spremenjenih. 
API in Document Object Model (DOM) sta sedaj temelja HTML-ja 5.

## Lastnosti

### Razlike od HTML-ja 4.01 in XHTML-ja 1.x
Sledeči seznam kaže razlike med zgoraj navedenima jezikoma in HTML-jem 5.
- Nova pravila razčlenjevanja: usmerjena k prožnemu razčlenjevanju in združljivosti; ne temeljijo na SGML
- Zmožnost uporabe SVG-ja in MathML-ja v text/html
- Nove značke: article, aside, audio, bdi, canvas, command, data, datalist, details, embed, figcaption, figure, footer, header, keygen, mark, meter, nav, output, progress, rp, rt, ruby, section, source, summary, time, track, video, wbr
- Nove zvrsti značke "form": dates and times, email, url, search, number, range, tel, color
- Novi atributi: charset (na znački meta), async (na znački script)
- Globalni atributi (gredo lahko na katerokoli značko): id, tabindex, hidden, data-* (poljubni podatkovni atributi)
- Opuščeni elementi so v celoti odstranjeni: acronym, applet, basefont, big, center, dir, font, frame, frameset, isindex, noframes, strike, tt

## Logotip
18. januarja 2011 je W3C uvedel logotip, ki predstavlja uporabnost in dovršenost HTML-ja 5. Za razliko od drugih značk, ki jih je predhodno izdal W3C, ne pomeni veljavnosti ali skladnosti z določenim standardom. Od 1. aprila 2011 je ta logotip uraden.  
Ob objavi novega logotipa HTML 5, je W3C objavil, da je logotip »splošna vizualna identiteta za širok nabor odprtih spletnih tehnologij, vključno s HTML 5, CSS, SVG, WOFF in drugimi«. Nekateri zagovorniki spletnih standardov, vključno s projektom The Web Standards Project, so kritizirali opredelitev izraza "HTML5" kot krovni izraz, ki opozarja na zamegljenost terminologije in možnost napačne komunikacije. Tri dni kasneje se je W3C odzval na povratne informacije skupnosti in spremenil opredelitev logotipa, s čimer se je zmanjšalo število povezanih tehnologij.  W3C je povedal, da logotip "predstavlja HTML5, temelj sodobnih spletnih aplikacij". 
1. ↑  »HTML5 Differences from HTML4«. W3.org. W3C. 19. oktober 2010. Pridobljeno 4. decembra 2010.